# Jan Rutkowski
Pour les articles homonymes, voir Rutkowski.
Jan Rutkowski était un ouvrier mineur et leader politique, combattant volontaire des brigades internationales durant la guerre d'Espagne puis l'un des leaders des résistants polonais en France durant la seconde guerre mondiale à la tête des groupes de combat de l'Organisation spéciale et de la  Main-d'œuvre immigrée, rapidement rebaptisée en 1942 FTP-MOI, principalement formés de l'immigration polonaise dans le bassin minier du Nord-Pas-de-Calais. 
Avec Rudolf Larysz et Stefan Franciszczak, il diffuse dès l'été 1940 les premières publications, opère les premiers sabotages puis anime l'année suivante la grande grève patriotique des cent mille mineurs du Nord-Pas-de Calais de mai-juin 1941.

## Biographie

### Jeunesse
À 19 ans, Jan Rutkowski émigre en France, où il travaille comme mineur puis adhère  au Parti communiste français, ce qui lui vaut d'être emprisonné à trois reprises pour ses activités politiques. 

### Brigades internationales
En 1936, il combat dans les brigades internationales durant la guerre d'Espagne , qui se voient se former une importante contribution des Polonais de France rattachés au bataillon Dombrowski. 
Jan Rutkowsk se voit à cette occasion confier les fonctions de commissaire politique de la compagnie et du bataillon et chef du contre-espionnage de la 13e brigade. 
Blessé quatre fois au cours des combats, il est interné en France lorsqu'ils prennent fin, dans les camps de Gurs et Vernet jusqu'en avril 1941.

### Résistance
Puis il s'engage dans les réseaux de la Résistance intérieure française, via  de la  Main-d'œuvre immigrée, rapidement rebaptisée en 1942 FTP-MOI, principalement formés de l'immigration polonaise dans le bassin minier du Nord-Pas-de-Calais.  Il intègre la direction parisienne, composée « de jeunes ouvriers mineurs du Nord-Pas-de-Calais, politiquement inexpérimentés »,,la section juive étant distincte, même si lui en a un peu plus que les autres. Parmi les autres, Stefan Franciszczak et Rudolf Larysz, eux aussi résistants dès 1940, mais aussi Bolesław Maślankiewicz, Stanisław Kuc, Roman Kornecki et Franciszek Sobecki, premier secrétaire du « trio » dirigeant de la section polonaise à Paris.
Avec Stefan Franciszczak et  Rudolf Larysz, il est un des meneurs de la grande grève patriotique des cent mille mineurs du Nord-Pas-de Calais de mai-juin 1941. Tous trois deviennent parmi les plus recherchés par la police française et la Gestapo et doivent fuir en région parisienne.
À partir de décembre 1942, il est incarcéré dans les camps de concentration : Mauthausen-Gusen, Auschwitz-Birkenau et Buchenwald.

### Libération de la France
Après la libération de la France, qui voit une implication massive dans certaines régions des résistants polonais en France durant la seconde guerre mondiale, il devient directeur de l'Office national de rapatriement, qui coordonne le retour de millier de volontaires souhaitant rentrer au pays, parmi  l'immigration polonaise dans le bassin minier du Nord-Pas-de-Calais.

### Retour en Pologne
De décembre 1945 à mai 1947, il est également à la tête du principal bureau d'information de l'armée polonaise. Plus tard, il se voit confier le poste de secrétaire du Comité provincial du Parti des travailleurs polonais à Wrocław.
Plus tard, il a travaillé dans l'appareil du Parti ouvrier unifié polonais,  l'ancien parti politique polonais communiste qui a exercé le pouvoir de 1948 à 1989 sous le régime de la République populaire de Pologne (Polska Rzeczpospolita Ludowa, PRL). Son rôle dirigeant étant inscrit dans la Constitution à partir des années 1970.